# Molho Worcestershire

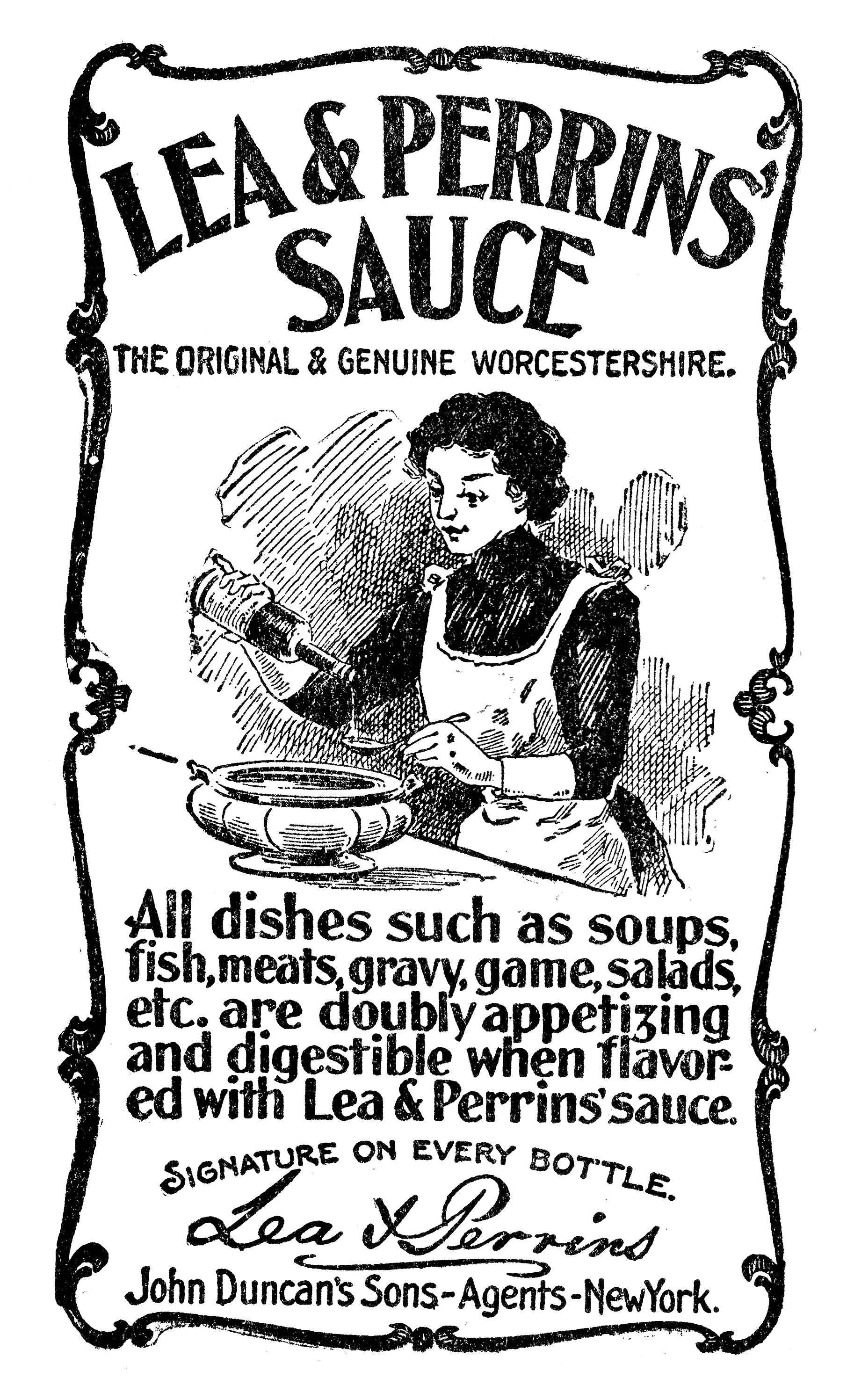
Rótulo de molho Worcestershire da tradicional marca Lea & Perrins.

O molho Worcestershire, também conhecido como molho Worcester ou molho inglês, é um condimento líquido fermentado, amplamente usado na culinária, sobretudo na culinária inglesa. É preparado com vinagre, melaço, xarope de milho, água, chili, molho de soja, pimentão, tamarindo, anchovas, cebolas, cravo-da-índia e alho. É considerado um intensificador de sabor, utilizado em vários pratos, tanto cozidos como crus; na culinária inglesa é empregado na preparação da carne de vaca; na das Filipinas, em marinadas, especialmente com carne de porco. É um ingrediente essencial no tempero da Salada César, no preparo do coquetel Bloody Mary e no molho Lea & Perrins como um concentrado.
Historicamente, muitos molhos adquiriram fama pelo contacto intercultural entre dois ou mais povos, como por exemplo o garum, um molho fermentado de anchovas que pode ter nascido devido à pujança greco-romana no mar Mediterrâneo. Do molho Worcestershire pode se dizer igualmente que é um dos muitos legados do contato que a cozinha inglesa manteve com a cozinha da Índia. Embora algumas fontes refiram que o comércio de molhos de anchova fermentada iniciou-se no século XVII em mercados da Europa, o molho Worcester não se tornou popular até à década de 1930.

## História
Segundo a lenda, este molho foi criado por dois dos cozinheiros do lorde britânico Lord Marcus Sandys ex-governador da cidade de Bengal que, ao chegar das Índias, pediu-lhes que recriassem uma receita que lá havia conhecido e que tinha perdido na viagem.

## Utilização
Uma das muitas utilizações é num coquetel chamado Bloody Mary. É também muito utilizado na cozinha africana.